# Sycon helleri
Sycon helleri är en svampdjursart som först beskrevs av Lendenfeld 1891.  Sycon helleri ingår i släktet Sycon och familjen Sycettidae. Inga underarter finns listade i Catalogue of Life.